# Tokugawa Yoshinobu
Tokugawa Yoshinobu (Japans: 徳川慶喜) (Mito, 28 oktober 1837 – Bunkyo, 22 november 1913) was de 15e en laatste shogun van het Tokugawa-shogunaat.

## Kinderjaren
Hij werd geboren als de zevende zoon van de daimyo van Mito, Tokugawa Nariaki. Bij zijn geboorte kreeg hij de naam Tokugawa Shichiroma en behoorde hij tot de Mito-tak van de Tokugawafamilie. De Tokugawafamilie bestond uit drie takken, Kii (紀伊), Owari (尾張) en Mito (水戸). Van deze families had de Mito-tak het kleinste domein en het minste aanzien binnen de Tokugawafamilie. Omdat de kans om shogun te worden vanuit deze familie zeer gering was liet Tokugawa Nariaki zijn zoon adopteren in de Hitotsubashi-tak. Hierdoor werden zijn kansen om shogun te worden aanzienlijk groter. Zijn naam werd toen Hitotsubashi Keiki.
Kinderen van alle daimyo moesten onder het sankin-kotai systeem als gijzelaars opgevoed worden in de hoofdstad Edo. Dit gold ook voor Nariaki, maar hij wist er voor te zorgen dat na de geboorte van zijn kinderen in het Mito-kwartier in Edo ze opgevoed mochten worden in Mito. In plaats van zijn kind door vrouwen te laten opvoeden regelde hij de opvoeding zelf. "Een man hoort groot gebracht te worden door mannen", zei hij. Keiki's opvoeding omvatte veel zware training. Zijn vader had grote verwachtingen en dacht zelfs dat hij de incarnatie van Tokugawa Ieyasu was. Zijn training omvatte onder meer budo, de Japanse gevechtskunst, en het lezen van de Chinese klassieken. Hij was zeer gemotiveerd voor de lessen in gevechtskunst, maar had een hekel aan lezen, wat niet zou veranderen tot hij twintig werd.

## Adoptie in het Huis van Hitotsubashi
Tokugawa Nariaki klaagde bij het bakufu toen hij niet over het bestaan en de inhoud van de brief van de Nederlandse Koning Willem II (1844) werd ingelicht. Met de komst van Perry en de zwarte schepen in Japan (1853), had Abe Masahiro als voornaamste roju ("Oudere") de macht van het bakufu in handen. Met de boodschap van Perry in handen besloot Abe om niet dezelfde fout te maken als het bakufu toentertijd en besloot hij de inhoud te delen met alle daimyo en het keizerlijk hof. Nariaki was Abe's grootste criticus, hij bestookte Abe met kritiek en suggesties, vele gevaarlijk en onpraktisch. Maar omdat hij zijn goede wil toonde schiep dit een speciale band tussen de twee. Een van de concessies die Abe hierdoor deed was goedkeuring van de adoptie van Nariaki's zevende zoon in de lijn van de Hitotsubashi, hij verwierf hierdoor het recht de shogun op te volgen.
De gedachte van Nariaki was om zijn zoon shogun te maken en zo zelf de macht te krijgen over het bakufu. De situatie zag er gunstig uit. De zittende shogun Ieyoshi was niet gezond en men kon verwachten dat hij niet lang meer zou leven. Zijn opvolger Iesada was vanaf zijn geboorte ziek en kon daardoor ook geen erfgenaam worden. Er zou iemand gekozen moeten worden uit de Kii en Owari, of uit de drie subtakken Hitotsubashi, Shimizu en Tayasu. Geen van die takken, behalve de Hitotsubashi, was op dat moment in staat een opvolger naar voren te brengen.

## Een gemiste kans
Keiki was zeer geliefd bij shogun Tokugawa Ieyoshi, die ervoor gezorgd had dat hij in de Hitotsubashi-familie geadopteerd werd. In januari 1853, op de dag dat de shogun de keizer zou bezoeken, kondigde Ieyoshi aan dat hij Hitotsubashi Keiki mee zou nemen op zijn reis naar Kyoto. Omdat het de gewoonte was om de erfgenaam mee te nemen op zulke reizen werd het voor iedereen duidelijk dat hij van plan was om Keiki de erfgenaam van zijn zoon te maken. Drie dagen nadat Commodore Matthew Perry op 8 juli in de Baai van Edo verscheen en de openstelling van het land eiste, stierf de zwakke shogun op 11 juli, zonder een regeling gemaakt te hebben voor Keiki.
Zijn opvolger, Iesada, was geen sterke heerser en liet zich extreem beïnvloeden door de kasteelvrouwen. Hij was mentaal zo zwak dat hij enkel sprak met zijn moeder en de kasteelvrouwen. De weinig charme hebbende Keiki was niet geliefd bij het vrouwelijke volk in het kasteel van Edo, waardoor Keiki ongeliefd werd bij dertiende shogun Iesada. Hoewel het er niet goed uitzag voor Keiki was het nog niet gedaan. De daimyo van het machtige Echizen, Matsudaira Shungaku en de roju Abe Masahiro zagen hem graag als opvolger van Iesada en dus de veertiende Tokugawa shogun te worden. Samen met Keiki's rechterhand Hiraoka Enshiro plotten zij achter Keiki's rug om opvolger van de shogun te worden. Van binnenuit het kasteel zelf werd er gestreefd om de 12-jarige Tokugawa Yoshitomi opvolger te maken van de shogun. De uiteindelijke beslissing lag bij de shogun zelf. De laatste kans was Abe Masahiro, die beloofd had om op een geschikt moment de shogun te overtuigen. Door het plotse overlijden van Abe en de opvolging door Ii Naosuke is deze kans er nooit gekomen en was de kans voor Keiki om veertiende shogun te worden definitief verkeken.

## De Anseizuiveringen
De voorstanders van Keiki waren met de dood van Abe Masahiro niet ontmoedigd en de geruchten over de verwachtingen van Keiki deden snel de ronde. Met Ii Naosuke als nieuwe roju van het bakufu brak er een nieuwe tijd aan. Hij had diepgaande relaties met de Kii-factie van de Tokugawafamilie en stelde een geheim plan op om de twaalfjarige Tokugawa Yoshitomi als opvolger voor de shogun in te stellen. Naosuke had een grote hekel aan Mito en vooral aan Keiki's vader, Nariaki. Op 29 juli 1858 tekende Ii Naosuke onder druk van Townsend Harris' dreigementen eigenhandig zonder imperiale toestemming een verdrag met de Verenigde Staten. Keiki bezocht Ii Naosuke om uitleg te vragen, maar keerde zonder een bevredigend antwoord terug. Vanaf dat moment was Ii Naosuke nog achterdochtiger ten opzichte van de Mito-tak. Hij liet ze bespioneren en begon met de zogenaamde Anseizuivering (安政の大獄). Deze zuivering hield in dat iedereen die tegen hem en de opvolging van Tokugawa Yoshitomi als shogun was werd vervolgd. Mannen van lagere afkomst werden geëxecuteerd en hoger geplaatste personen kregen huisarrest. Keiki en zijn vader kregen beide ruim vier jaar huisarrest. Tijdens zijn huisarrest begon Keiki met het lezen van vele boeken, geschiedenisboeken, de Chinese klassieken en vooral boeken over de creatie en ondergang van naties. Op 24 maart 1860 wordt Ii Naosuke buiten de Sakurada poort van het kasteel van Edo vermoord (桜田門外の変) door meesterloze samurai van Mito en Satsuma, die grote wrok tegen hem koesterden.

## Keiki als beschermheer van de shogun
Hoewel de Anseizuiveringen voorbij waren, werd Keiki nog twee jaar lang in zijn huis vastgehouden voor misdaden tegen de staat. In 1862 werd hij door de keizer aangesteld als beschermheer van de shogun Tokugawa Iemochi. In deze tijd maakte hij veel naam. Keiki bleef tot 1866, toen hij zelf shogun werd, de beschermheer van de shogun.
De reden dat Keiki door zoveel mensen gesteund werd is dat men dacht dat hij een antibuitenlands beleid zou voeren. Toen er, nadat hij beschermheer van de shogun was geworden, hier niet veel verandering in kwam begon men argwaan te krijgen. Zijn hulp en rechterhand Hiraoka werd vermoord, omdat men dacht dat hij een slechte invloed had op Keiki's denkbeelden. Hij reisde naar Kyoto, omdat hij door de keizer geroepen werd. De keizer verlangde van het bakufu dat het de buitenlanders zou verdrijven en Keiki stemde hiermee in, omdat hij anders de steun van de keizer zou verliezen. Hij kreeg drie weken de tijd de missie om buitenlanders te verdrijven te beginnen. Op de dag dat hij de oorlog moest verklaren aan de westerlingen blies hij de missie af en stuurde hij een brief met uitleg aan de keizer, omdat hij het onmogelijk achtte de buitenlanders te verdrijven.
Met de dood van Iemochi kwam de kans voor Keiki om eindelijk shogun te worden en hij werd hier ook in gesteund door het hele bakufu, maar hij weigerde deze positie omdat hij van mening was dat hij zelfs als shogun weinig meer kon veranderen aan de heersende toestand. Later wist men hem toch nog van gedachten te veranderen en werd hij alsnog de 15e shogun van het Tokugawa-bakufu.

## De vijftiende Togun

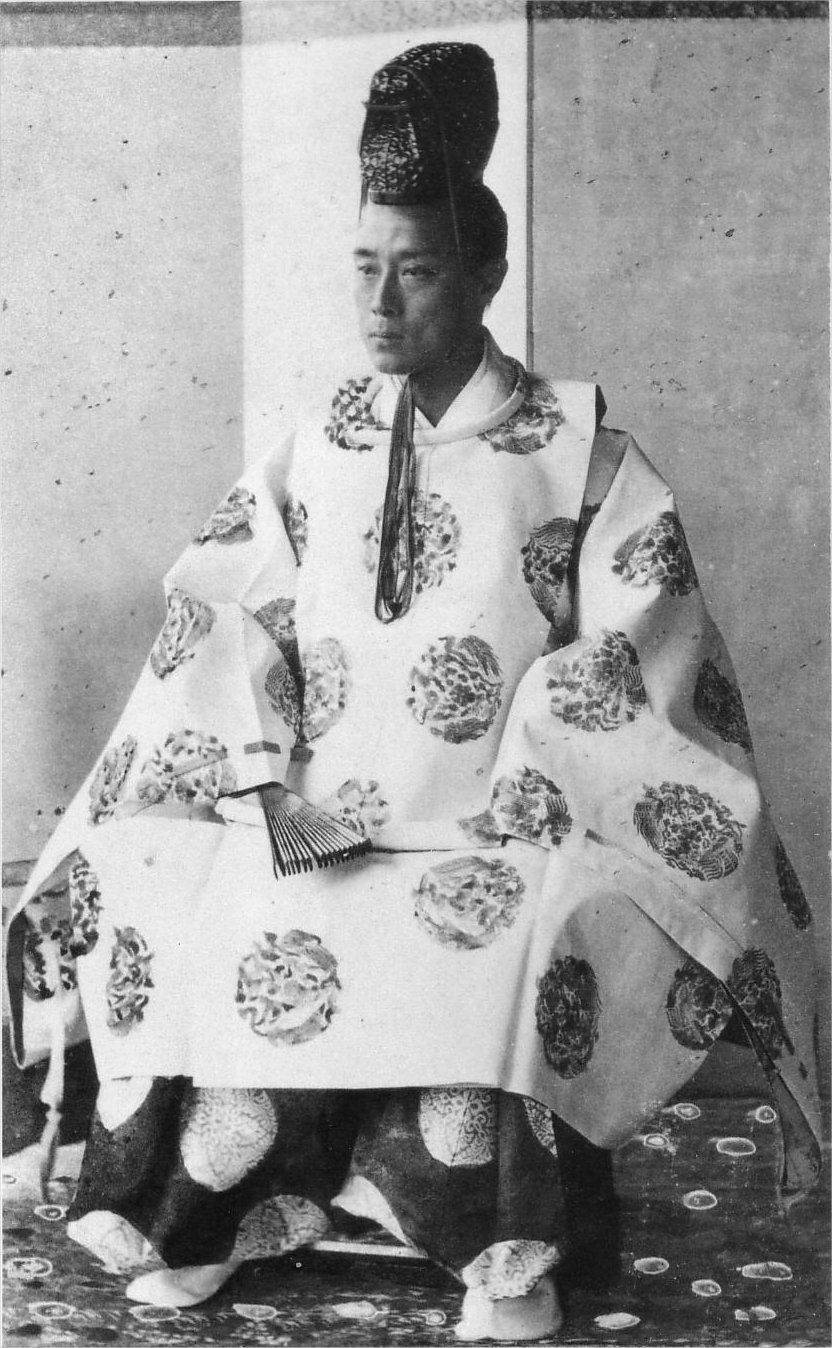
Tokugawa Yoshinobu als shogun, circa 1867

Na het hoofd van de Tokugawa-familie te zijn geworden en lang de positie van shogun geweigerd te hebben werd Keiki shogun op 10 januari 1867 en kreeg hij de naam Tokugawa Yoshinobu. Na 150 dagen zonder levende shogun was het bakufu nu weer voorzien van een sterke leider, maar drie weken later overleed de pro-bakufukeizer Komei. Zijn opvolger, een veertienjarig kind dat achter de schermen gemanipuleerd werd door Iwakura Tomomi en Okubo Ichizo van Satsuma, volgde een totaal tegengesteld beleid, wat zeer in het nadeel van Yoshinobu werkte. Deze heren gebruikten de keizer als hulpmiddel om hun snode plannen tot uitvoer te brengen, namelijk de val van het bakufu. Ze waren bang van Tokugawa Yoshinobu, hij werd gezien als de "Wedergeboorte van Ieyasu". Direct nadat Yoshinobu shogun werd voerde hij extreme veranderingen door. Het leger werd gemoderniseerd met behulp van Frankrijk en op die manier begon het bakufu weer aardig aan kracht te winnen. In 1867 vormden de han Tosu, Satsuma en Chosu een alliantie en begonnen de zogenaamde Boshin-oorlog tegen het bakufu. Ze kregen veel steun van daimyo uit de regio en het bakufu leed zware verliezen. Yoshinobu zag in dat hij deze burgeroorlog niet kon winnen en gaf op 10 november 1867 de macht terug aan de keizer om zo samen sterker te zijn tegen de opkomst van de sterke buitenlanders.
Na de teruggave van zijn macht aan de keizer werd hij van alle titels en rangen ontdaan en kreeg hij huisarrest. Vanaf dit moment bemoeide hij zich totaal niet meer met zaken van binnenlandse politiek. Later trok hij zich terug naar Shizuoka, waar ook Tokugawa Ieyasu zijn laatste jaren had doorgebracht. In 1902 gaf keizer Meiji hem toestemming om opnieuw de Tokugawa-familie te stichten en kreeg hij de hoogst mogelijke titel, die van prins kōshaku, voor zijn dienst aan de Japanse natie.
In zijn latere leven toonde hij veel bewondering voor allerlei westerse technieken, zo kon men hem vaak op de fiets door het dorp zien rijden en was hij gefascineerd door fotografie. Ook was hij in zijn latere leven veel bezig met schilderen, boogschieten en jagen. Op 21 november 1913, om 16:10 overleed hij op 76-jarige leeftijd.